# Kim Jones
Kim Jones (Columbus, 28 settembre 1957) è un'ex tennista statunitense.
È conosciuta anche come Kim Shaefer.

## Carriera
In carriera ha vinto un titolo nel singolare, lo US Indoors nel 1983. Nei tornei del Grande Slam ha ottenuto il suo miglior risultato raggiungendo le semifinali di doppio misto agli US Open nel 1983, in coppia con l'australiano Syd Ball.

## Statistiche

### Singolare

#### Vittorie (1)
| Numero | Anno           | Torneo               | Superficie | Avversaria in finale | Punteggio |
| 1.     | 2 ottobre 1983 | US Indoors, Hartford | Sintetico  | Sylvia Hanika        | 6-4, 6-3  |

### Singolare

#### Finali perse (1)
| Numero | Anno           | Torneo                                     | Superficie | Avversaria in finale | Punteggio |
| 1.     | 19 luglio 1983 | Hall of Fame Tennis Championships, Newport | Erba       | Alycia Moulton       | 3-6, 2-6  |